# Перевощиков Дмитро Матвійович
Дмитро Матвійович Перевощиков (рос. Дмитрий Матвеевич Перевощиков; 28 квітня 1788 — 15 вересня 1880) — російський астроном і математик. Автор перших посібників з астрономії російською мовою.

## Життєпис
Народився у дворянській родині в Саранську (за іншими джерелами — в селі Шишкеєво Пензенської губернії). Молодший брат мовознавця Василя Перевощикова
У 1808 закінчив Казанський університет. У 1809—1816 викладав математику і фізику в гімназії в Симбірську. У 1818—1851 викладав у Московському університеті (з 1826 — професор астрономії, в 1848—1851 — ректор). За його ініціативою і під його керівництвом у 1830—1832 була побудована Московська університетська обсерваторія. Пішовши у відставку в 1851, оселився в Санкт-Петербурзі і працював у Петербурзькій АН. Академік Петербурзької АН (1855).
Основні оригінальні дослідження в астрономії — в області небесної механіки. Вивчав орбітальний рух планет під впливом дії, що збурює інші планети і обчислив зміни елементів збурених орбіт з великою точністю. Його праця «Про вікові збурювання семи великих планет» (1857—1861) з'явився подальшим розвитком класичних досліджень Ж. Л. Лагранжа і П. С. Лапласа.
Створив серії підручників з астрономії та математики, поклавши початок російської навчальної математичної літератури; написав перші курси астрономії російською мовою: «Керівництво до астрономії» (1826), «Основи астрономії» (1842), «Попередній курс астрономії» (1847) та інші. Статті Перевощикова з історії астрономії, які друкувалися в журналах «Современник», «Вітчизняні записки» та інших, відіграли велику роль у поширенні наукових знань в Росії. Велике значення мали проведені Перевощиковим дослідження наукової спадщини М. В. Ломоносова, особливо його робіт з фізики, атмосферної електрики, географії. Перевощиков встановив пріоритет Ломоносова у відкритті атмосфери Венери і значення цього відкриття для затвердження геліоцентричної світогляду.